# Emanuel Shinwell

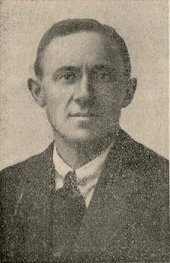
Emanuel "Manny" Shinwell

Emanuel "Manny" Shinwell, Baron Shinwell (* 18. Oktober 1884 in London; † 8. Mai 1986 ebenda) war ein britischer Politiker.

## Leben
Manny Shinwell begann sich bereits frühzeitig politisch zu engagieren und wurde 1901 Mitglied einer Gewerkschaft, für die er später Organisator eines Streiks von Seeleuten am Fluss Clyde war. Nach einer Demonstration wurde er 1919 wegen Anstiftung zum Aufruhr inhaftiert.
1922 wurde er als Kandidat der Labour Party erstmals zum Abgeordneten des Unterhauses gewählt und vertrat dort zunächst bis 1924 und dann erneut von 1928 bis 1931 den Wahlkreis Linlithgow.
Während der Amtszeit von Premierminister Ramsay MacDonald war er von Januar bis November 1924 Parlamentarischer Sekretär im Ministerium für Bergbau (Department of Mines). In der zweiten Regierung von MacDonald war er von 1929 bis 1930 zunächst Finanzsekretär beim Kriegsminister Thomas Shaw. Im Anschluss war er bis 1931 wiederum Parlamentarischer Sekretär im Bergbauministerium.
1931 erlitt er eine Niederlage bei den Unterhauswahlen. Bei den Unterhauswahlen 1935 wurde er dann jedoch für den Wahlkreis Durham-Seaham wieder zum Mitglied des House of Commons gewählt und errang dabei einen Sieg über den früheren Premierminister MacDonald, der 1931 wegen der Bildung einer Koalition mit der Conservative Party (National Government) aus der Labour Party ausgeschlossen worden war. Obwohl Shinwell ein überzeugter Patriot war, lehnte er eine Beteiligung an der Koalitionsregierung von Premierminister Winston Churchill während des Zweiten Weltkrieges ab.

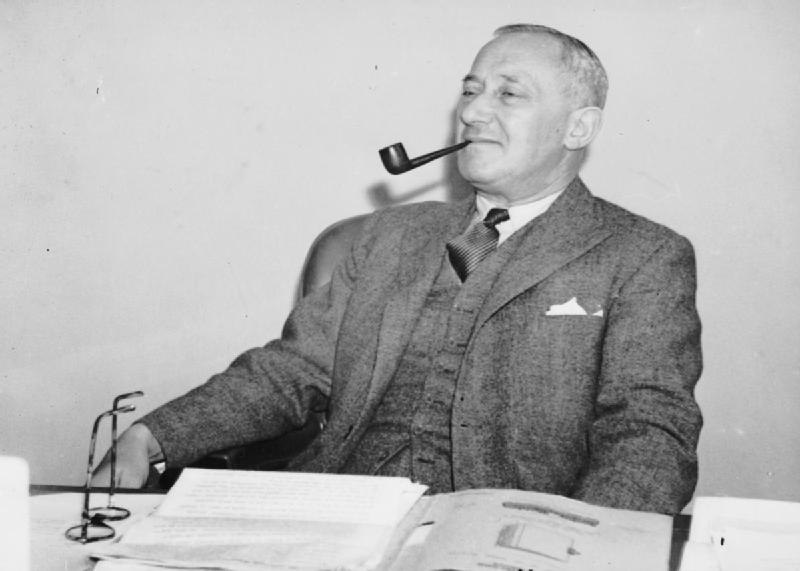
Manny Shinwell um 1945

Nach dem Ende des Zweiten Weltkrieges und dem Sieg der Labour Party bei den Unterhauswahlen 1945 wurde er von Premierminister Clement Attlee zum Minister für Benzin und Brennstoffe (Minister of Fuel and Power) ernannt und war damit verantwortlich für die Verstaatlichung der Bergwerke zur British Coal. Wegen der Kritik an seiner drastischen Rationierung von Kohle während des harten Winters 1946/47 wurde er von Premierminister Attlee 1947 als Minister für Benzin und Brennstoffe entlassen und stattdessen am 7. Oktober 1947 zum Kriegsminister (Secretary of State of War) ernannt. Dieses Amt behielt er bis zum 28. Februar 1950 und war danach bis zum Ende von Attlees Amtszeit am 26. Oktober 1951 Verteidigungsminister.
Bei den Wahlen 1950 wurde er wieder zum Abgeordneten des Unterhauses gewählt und vertrat bis 1970 den Wahlkreis Durham-Easington. Nach der Wahlniederlage der Labour Party gegen die Conservative Party bei den Unterhauswahlen 1951 schied er aus dem Nationalen Exekutivvorstand der Labour Party aus und schied nach der Wahl von Hugh Gaitskell zum Vorsitzenden der Labour Party 1955 auch aus dem Schattenkabinett Attlees aus.
Nach dem Sieg der Labour Party bei den Wahlen 1964 und dem Amtsantritt von Harold Wilson als Premierminister wurde er Fraktionsvorsitzender (Chairman of Parliamentary Labour Party) im House of Commons. Von diesem Amt musste er jedoch 1967 wegen des heftigen Widerstands gegen seine Befürwortung eines Beitritts des Vereinigten Königreichs zu den Europäischen Gemeinschaften (EG) zurücktreten.
Nach seinem Ausscheiden aus dem Unterhaus wurde er 1970 als Baron Shinwell zum Life Peer geadelt und erhielt damit einen Sitz im Oberhaus (House of Lords). Dort war er als "Einpeitscher" (Whip) seiner Fraktion tätig, trat aber wegen des zunehmenden Einflusses linker Gruppen in der Labour Party von diesem Amt 1982 zurück.
Sein hundertster Geburtstag am 18. Oktober 1984 wurde parteiübergreifend gewürdigt.